# Plaine de Versailles

Les 27 communes adhérentes de l'Association patrimoniale de la plaine de Versailles et du plateau des Alluets (APPVPA).

La plaine de Versailles est une région naturelle de France qui s'étend dans les Yvelines entre le château de Versailles à l'est et la vallée de la Mauldre à l'ouest. C'est une zone essentiellement agricole et rurale insérée entre deux zones d'urbanisation intense, au nord la communauté urbaine Grand Paris Seine et Oise et la communauté d'agglomération Saint Germain Boucles de Seine, et au sud les communautés d'agglomération de Versailles Grand Parc et Saint-Quentin-en-Yvelines.

## Situation géographique

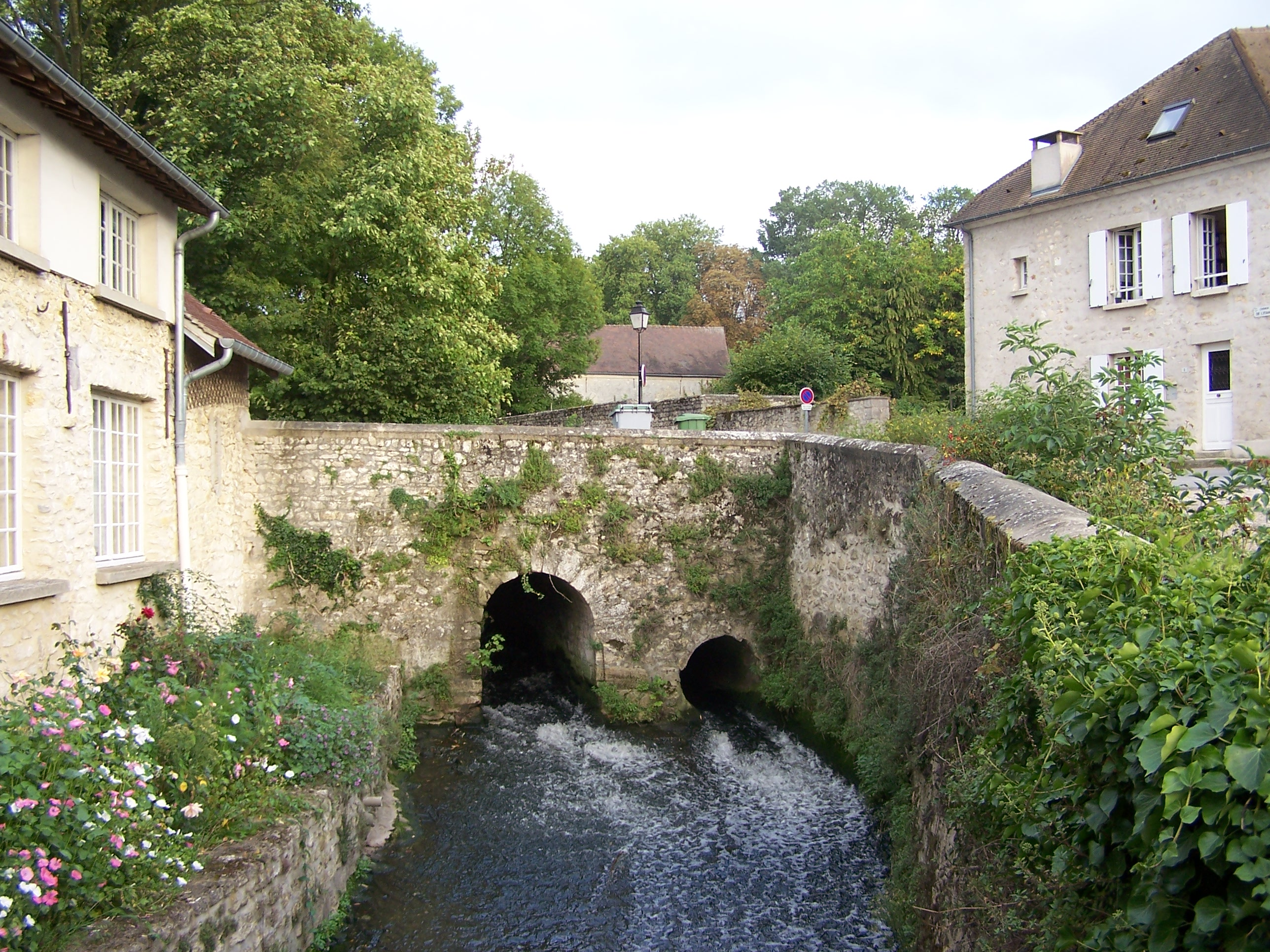
Le ru de Gally à Rennemoulin.

Elle correspond sensiblement à la vallée du ru de Gally et a aussi été dénommée autrefois « val de Gallie ». Elle était incluse au Moyen Âge dans le Pincerais, ancien pays (ou pagus) qui dépendait de Poissy.

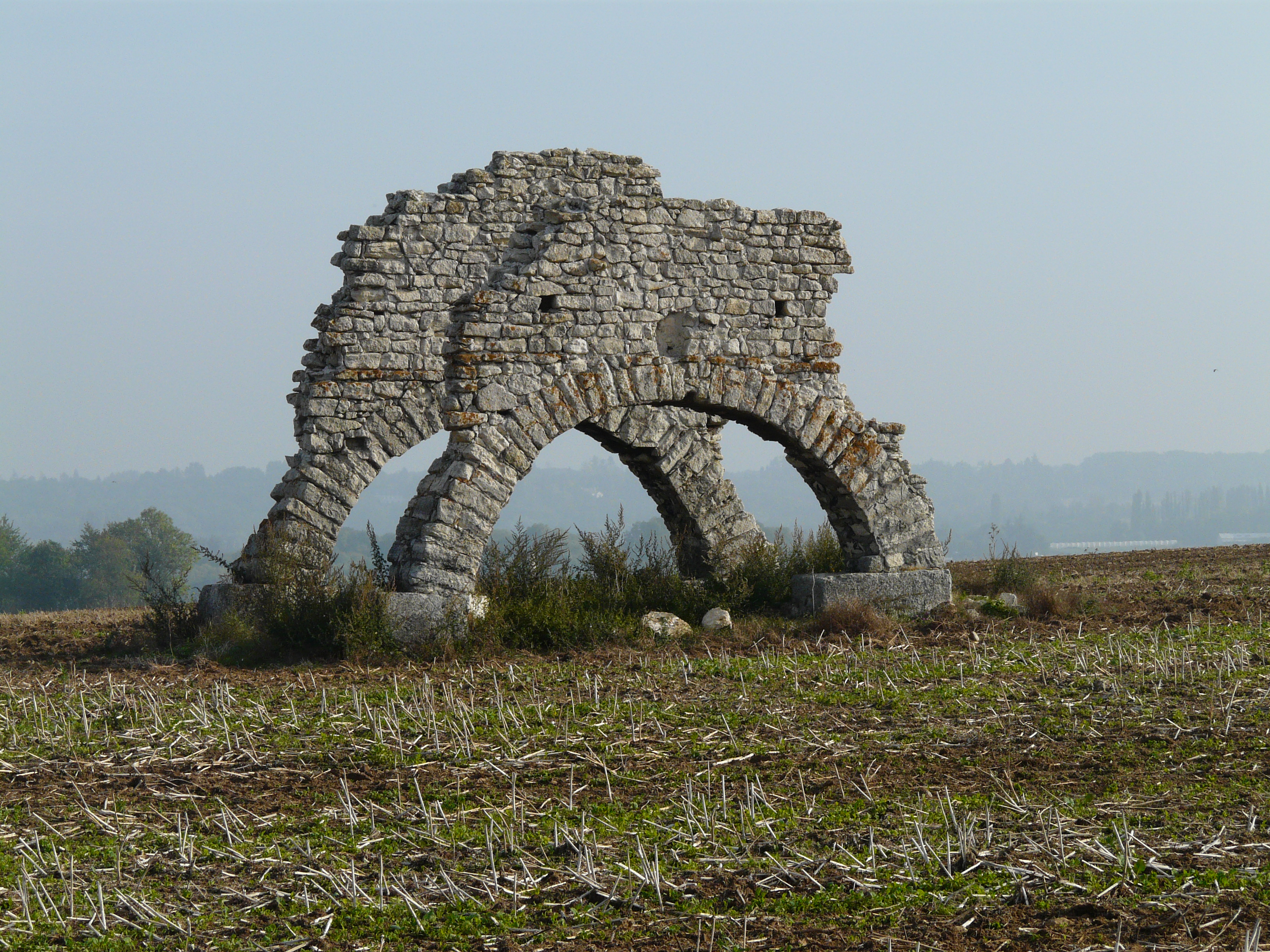
Vestiges d'arches de carrier à Chavenay.

Sa partie est, qui se trouve dans le prolongement du parc de Versailles et correspond à l'ancien domaine de chasse des rois de France, a été classée par un décret du 7 juillet 2000 au titre de la loi du 2 mai 1930 relative à la protection des monuments naturels et des sites de caractère artistique, historique, scientifique, légendaire ou pittoresque. Cet ensemble, d’une superficie de 2650 hectares, comprend des éléments d’un grand intérêt patrimonial, notamment le domaine de Grand’Maisons à Villepreux, le village de Rennemoulin et l'arboretum de Chèvreloup. Il s'étend sur les communes de Bailly, Chavenay, Fontenay-le-Fleury, Noisy-le-Roi, Rennemoulin, Le Chesnay-Rocquencourt, Saint-Cyr-l'École, Saint-Nom-la-Bretèche, Villepreux et Versailles.
Les communes qui composent la plaine de Versailles sont d'est en ouest :
- au nord du ru de Gally : Bailly, Noisy-le-Roi, Saint-Nom-la-Bretèche, Feucherolles, Davron, Crespières, Les Alluets-le-Roi, Herbeville, Mareil-sur-Mauldre,
- à cheval sur le ru de Gally : Rennemoulin, Villepreux, Chavenay, Thiverval-Grignon,
- au sud du ru de Gally : Saint-Cyr-l'École, Fontenay-le-Fleury, Les Clayes-sous-Bois, Plaisir, Saint-Germain-de-la-Grange, Beynes, Villiers-Saint-Frédéric.

## Voies de communication et transports
Les communications routières sont assurées au nord par la route départementale D 307 qui relie Saint-Cloud à la vallée de la Mauldre, route à deux voies, partiellement à quatre voies au contournement de Bailly et Noisy-le-Roi, et au sud par la route départementale D 11 qui se détache de la D 10 (ex-RN 10) à Saint-Cyr-l'École et rejoint la RN 12 à Jouars-Pontchartrain, route à 2 x 2 voies. La partie centrale est desservie par la voirie locale reliant ces deux routes. La plaine de Versailles est aussi traversée dans sa partie est par l'autoroute A12, sans échangeur local.
Sur le plan ferroviaire, seule la partie sud est relativement bien desservie par la ligne Paris-Montparnasse – Plaisir puis par la ligne de la vallée de la Mauldre entre Plaisir et Mareil-sur-Mauldre. Au nord, une desserte ferroviaire partielle existe avec la gare de Saint-Nom-la-Bretèche reliée à la gare de Paris-Saint-Lazare, et depuis mi-2022 la ligne 13 du tramway d'Île-de-France relie Saint-Cyr-l'École à Saint-Germain-en-Laye. Une ligne de tramway reliant Versailles à Maule a fonctionné de 1899 à 1944, desservant certaines communes au nord du ru de Gally.
À noter la présence dans cette plaine de trois aérodromes modestes, à Saint-Cyr-l'École, Chavenay et Thiverval-Grignon (vol à voile).

## Urbanisation et aménagement

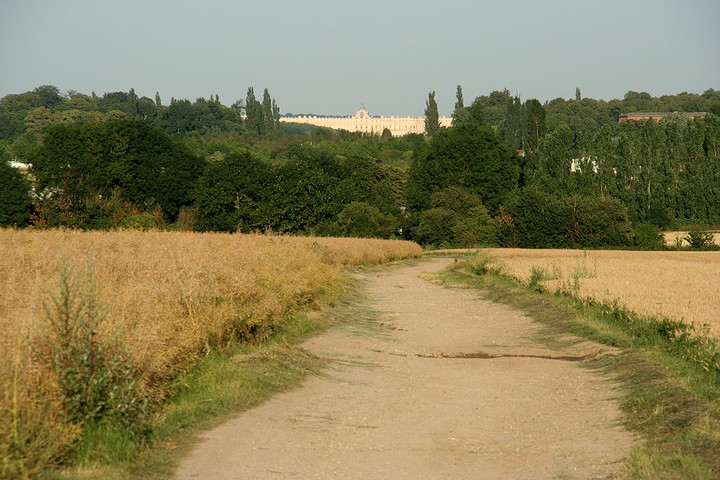
L'allée royale (juillet 2010). Vue sur le château de Versailles depuis Fontenay-le-Fleury.

L'urbanisation s'est fortement développée après la Seconde Guerre mondiale dans la partie sud de ce territoire grâce aux transports collectifs avec de nombreux ensembles de logements collectifs et le développement de zones d'activités industrielles et commerciales, notamment à Plaisir, tandis que la partie nord, plus largement tributaire de l'automobile, est restée largement résidentielle, et les communes du centre, restées très rurales, ont vu leur développement très limité.
Afin de protéger définitivement l'espace naturel que constitue la plaine de Versailles face à la pression urbaine, un projet de réhabilitation de l'Allée royale de Villepreux est en cours d'étude. Il s'agit de recréer un axe large d'une centaine de mètres et long de cinq kilomètres, qui s'étendait dans le prolongement du Grand Canal, créant ainsi une spectaculaire perspective depuis le château vers l'ouest. Le projet, porté par la communauté d'agglomération Versailles Grand Parc en coordination avec l'Association patrimoniale de la Plaine de Versailles et du Plateau des Alluets (APPVPA), prévoit également de redynamiser la plaine sur le plan touristique, économique et culturel.